# Marga Batin
Marga Batin is een bestuurslaag in het regentschap Lampung Timur van de provincie Lampung, Indonesië. Marga Batin telt 4319 inwoners (volkstelling 2010).